# Аньезе, Баттиста

Москва или Русь (Moscaw oder Russ) Баттиста Аньезе, 1554 г. Нет сведений о месте хранения оригинала.

Баттиста Аньезе (итал. Battista Agnese; 1500, Генуя — 1564) — итальянский художник, родившийся в Генуе в 1514 году, создатель большого количества рукописных атласов, работавший в Венеции с 1536 по 1564 год. Один из важных деятелей эпохи Возрождения. Ныне известны более семидесяти рукописных атласов, созданных им и его учениками. В нескольких его атласах есть рукописные изображения земель Московии. 
В середине XVI века Аньезе изготовливал географические атласы в старинных, даже для его времени, традициях. В некоторые атласы он включил изображение Московского княжества, прототипом которого была ксилография с текстовым картушем, содержавшим имя Demetrii legati и дату Anno. M.D.X.X.V. Mese Octob., для книги Паоло Иовия о Московии, изданная в Риме в 1525 году.
Имя русского «посла» Дмитрия Герасимова возникло в 1884 году, когда гамбургский историк Г. Михов обнаружил факсимильное издание атласа Б. Аньезе 1554 г. из библиотеки Св. Марка, с фотографией портолана, на котором было имя dimetrij legati. Сопоставив изображённую территорию, время и имя, Г. Михов предположил, что это та самая рукописная карта П. Иовия 1525 года, из которой  Баттиста Аньезе должен был изготовить эскиз для ксилографа, чтобы тот изготовил печатную форму и отпечатал нужное количество гравюр для готовящейся в 1525 г. книги. Для своей книги о древнейших картах России Г. Михов перерисовал ту черно-белую фоторепродукцию, исправив при этом без оговорки текст оригинала 1554 года. Свою перерисовку он назвал картой Б. Аньезе 1525 г., не упомянув при этом о своём соавторстве и особом своём творческом методе. 
В научный оборот в России перерисовку Г. Михова ввёл Вениамин Александрович Кордт, издавший её в своих, непревзойдённых и ныне, «Материалах по истории русской картографии» - три выпуска в Киеве в 1899, 1906, и 1910 гг.
Историки картографии (К.А Салишев, 1943 г.; Б.А. Рыбаков, 1974 г.; И.К. Фоменко, 2007 г. и д. р.), воспроизводя в своих трудах перерисовку Г. Михова, называли её картой Баттисты Агнезе 1525 г.
По заказу императора Карла V, желавшего снабдить своего сына Филиппа II наиболее полной картиной мира, Аньезе подготовил атлас, увидевший свет в 1542 году.